# All Flesh Must Be Eaten
All Flesh must be eaten oder AFMBE ist ein US-amerikanisches Horror-Pen-&-Paper-Rollenspiel von 1999 (2003 wurde eine überarbeitete zweite Edition veröffentlicht) und wird von Eden Studios herausgebracht. Es gewann bereits mehrere Origins Awards (2001 und 2003).
AFMBE ist im Genre der Zombie-Filme angesiedelt und beschäftigt sich mit dem Überleben im Kampf gegen die lebenden Toten. Dabei gibt es keinen festgelegten Hintergrund, sondern Dutzende sogenannten deadworlds, in denen Zombies, Epoche und die Arten des Überlebenskampfes sehr unterschiedlich sind.

## Bisherige Veröffentlichungen
Jedes der Quellenbücher zu einem bestimmten Themenbereich enthält neue deadworlds, Archetypen und Ergänzungsregeln.
- Zombie Master Screen (2004, ISBN 978-1-891153-81-5): Spielleiterschirm mit Kurzabenteuer sowie neuen Archetypen und Ergänzungsregeln
- All Tomorrow’s Zombies (2007, ISBN 978-1-933105-03-1): Science Fiction Quellenbuch
- Atlas of the Walking Dead (2003, ISBN 978-1-891153-30-3): Beschreibungen verschiedener Zombie-Unterarten aus der ganzen Welt.
- Dungeons and Zombies (2004, ISBN 978-1-891153-35-8): Fantasy Quellenbuch
- Enter the Zombie (2002, ISBN 978-1-891153-83-9): Eastern Quellenbuch
- Fistful O' Zombies (2004, ISBN 978-1-891153-84-6): Western Quellenbuch
- One of the Living (2004, ISBN 978-1-891153-15-0): Spielerhandbuch mit einem Schwerpunkt auf dem Survival-Aspekt
- Pulp Zombies (2004, ISBN 978-1-891153-85-3): Pulp Quellenbuch
- The Book of Archetypes 1&2 (2003 und 2004, ISBN 978-1-891153-16-7 und ISBN 978-1-891153-22-8): enthalten jeweils mehrere dutzend neue Archetypen sowie Ergänzungsregeln dazu
- Worlds of the Dead (2006, ISBN 978-1-933105-01-7): enthält 21 unterschiedliche deadworlds aus allen Epochen
- Zombie Smackdown (2003, ISBN 978-1-891153-77-8): Wrestling Quellenbuch
- Arrgh! Thar Be Zombies (2007, ISBN 978-1-933105-00-0): Piraten Quellenbuch

- The Book of All Flesh, The Book of More Flesh und The Book of Final Flesh: Kurzgeschichtensammlungen

Alle Bücher werden im US-Comicformat veröffentlicht.